# Kyaung

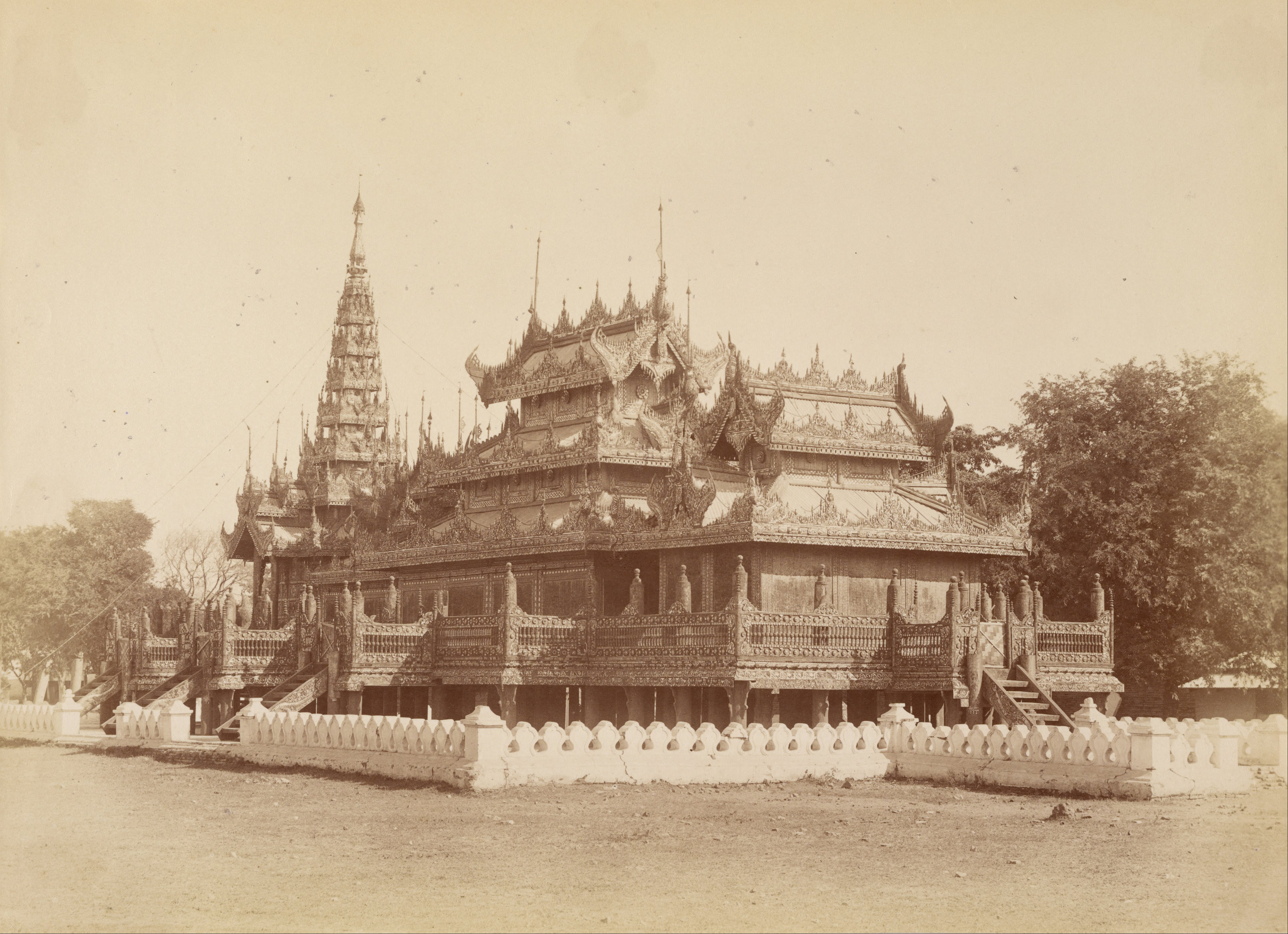
Um monastério tradicional, feito de madeira

Um kyaung (birmanês:  ဘုန်းကြီးကျောင်း [pʰóʊɴdʑí tɕáʊɴ]) é um monastério (viara), que é composto pelos alojamentos e lugares de trabalho dos monges budistas. Os kyaungs birmaneses às vezes também são habitados pelos noviços (samanera), assistentes leigos (kappiya), monjas e jovens acólitos observantes dos cinco preceitos (ဖိုးသူတော် phothudaw). Kyaungs geralmente são construídos em madeira, o que significa que poucos dos monastérios existentes do século XVIII para trás ainda existem. Kyaungs existem em Myanmar (Birmânia), assim como nos países vizinhos com seguidores da tradição budista teravada, inclusive partes adjacentes da China, tais como o região de Dehong Dai e Jingpo.
O kyaung é tradicionalmente o centro da vida social nas vilas birmanesas, servindo tanto como escola, quanto como centro comunitário, lugar de oferecimento de donativos aos monges, ponto de celebração de festivais budistas e foco de observação de uposatha.
Os monastérios não são criados pelos membros da sanga, mas sim pelos leigos que doam o terreno ou recursos financeiros para apoiar e manter as instituições.

## Uso e etimologia

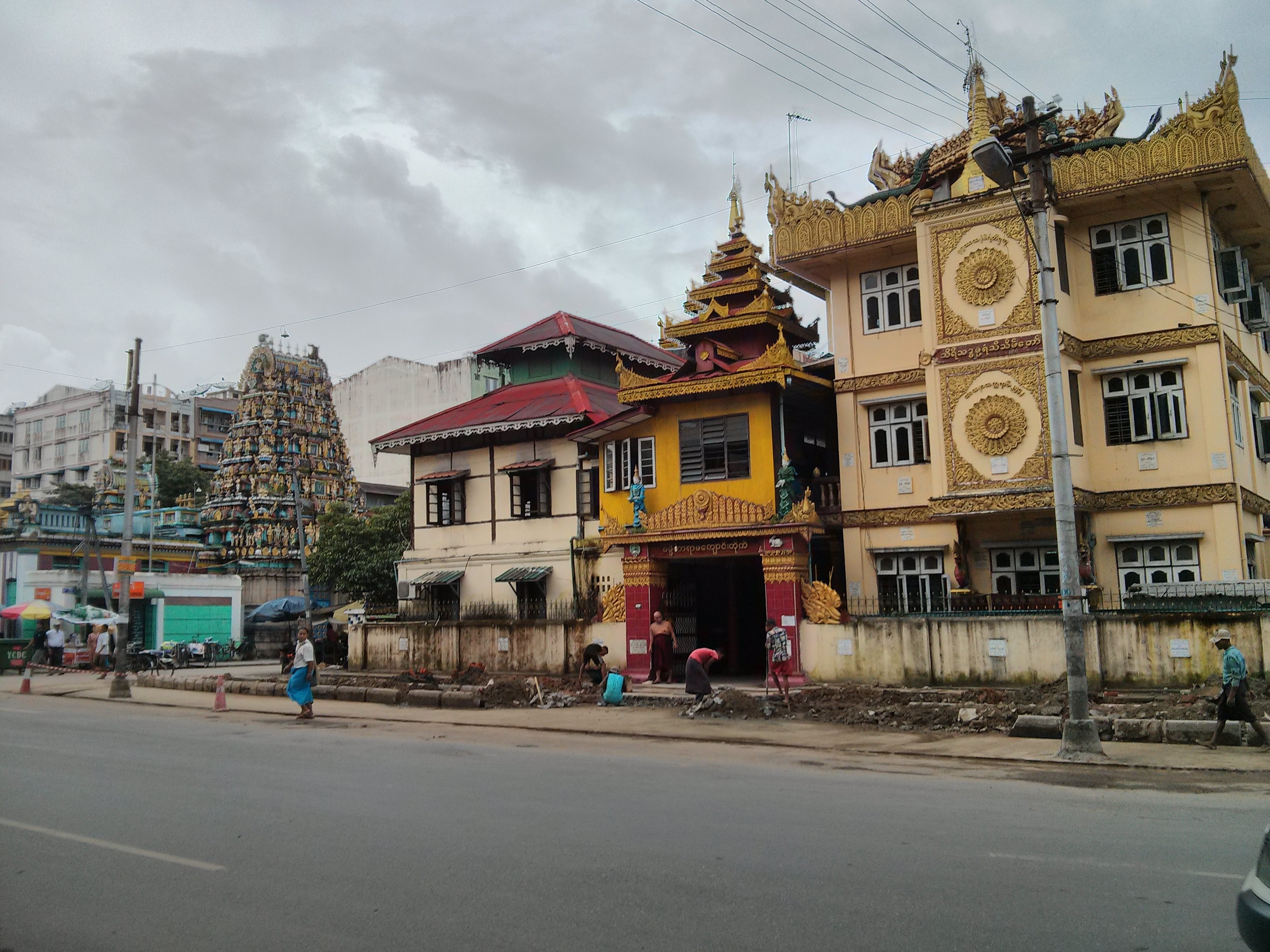
Um kyaung urbano na Rua Anawrahta em Rangum

O termo do birmanês moderno kyaung (ကျောင်း) origina-se do birmanês antigo kloṅ (က္လောင်). A forte ligação entre religião e formação escolar reflete-se no fato de que kyaung é a mesma palavra usada para se referir às escolas não convencionais. Kyaung é o termo que também descreve igrejas cristãs, templos hindus e chineses. As mesquitas islâmicas são exceção, descritas pelo termo oriundo do hindi, bali (ဗလီ).
Kyaung também se tornou empréstimo nas línguas tais, incluindo o termo shan kyong (grafado ၵျွင်း ou ၵျေႃင်း) e no tai nuea como zông 2(ᥓᥩᥒᥰ, interpretado em em chinês:  zàngfáng).

## Tipologia
Na Birmânia contemporânea, kyaungs podem ser categorizados em vários grupos, inclusive faculdades monásticas denominadas sathintaik (စာသင်တိုက်) e monastérios remotos denominados tawya kyaung (တောရကျောင်း). Nesse país, as principais cidades universitárias são Bago, Pakokku e Sagaing.

## História
Nos tempos pré-coloniais, o kyaung funcionava como fonte e base da educação, proporcionando educação quase universal para os meninos e representando um "bastião da civilização e do conhecimento", fazendo parte "integral do tecido social da Birmânia pré-colonial." As conexões entre kyaungs e educação foram reforçadas pelos exames admissionais monásticos, instituídos em 1648 pelo rei Thalun durante a dinastia Taungû. A aprendizagem clássica era transmitida através dos monastérios, que serviam como as instalações para que os estudantes birmaneses buscassem o ensino superior e através dele, o avanço social na administração real após deixarem a vida monástica. Assim, quase todas as figuras históricas desse período, dentre elas Kinwun Mingyi U Kaung passaram os anos de sua formação em monastérios.
A tradicional educação monástica desenvolveu inicialmente nos tempos do Reino de Pagan, em conjunto com a proliferação dos ensinamentos teravada no século XII.   O currículo nos kyaungs incluía a língua birmanesa, a gramática páli e o estudo dos textos sagrados budistas com ênfase na disciplina e na moralidade baseada em códigos de conduta (tais como Mangala Sutta, Sigalovada Sutta, Darmapada e os contos de Jataka), orações e aritmética elementar. Monastérios influentes mantinham grandes bibliotecas com manuscritos e códices.  À ubiquidade da educação monástica se atribui a alta taxa de alfabetização dos homens budistas na Birmânia. O censo indiano de 1901 atestou que 60,3% ^dos homens budistas birmaneses eram alfabetizados, comparados aos 10% da Índia britânica como um todo.

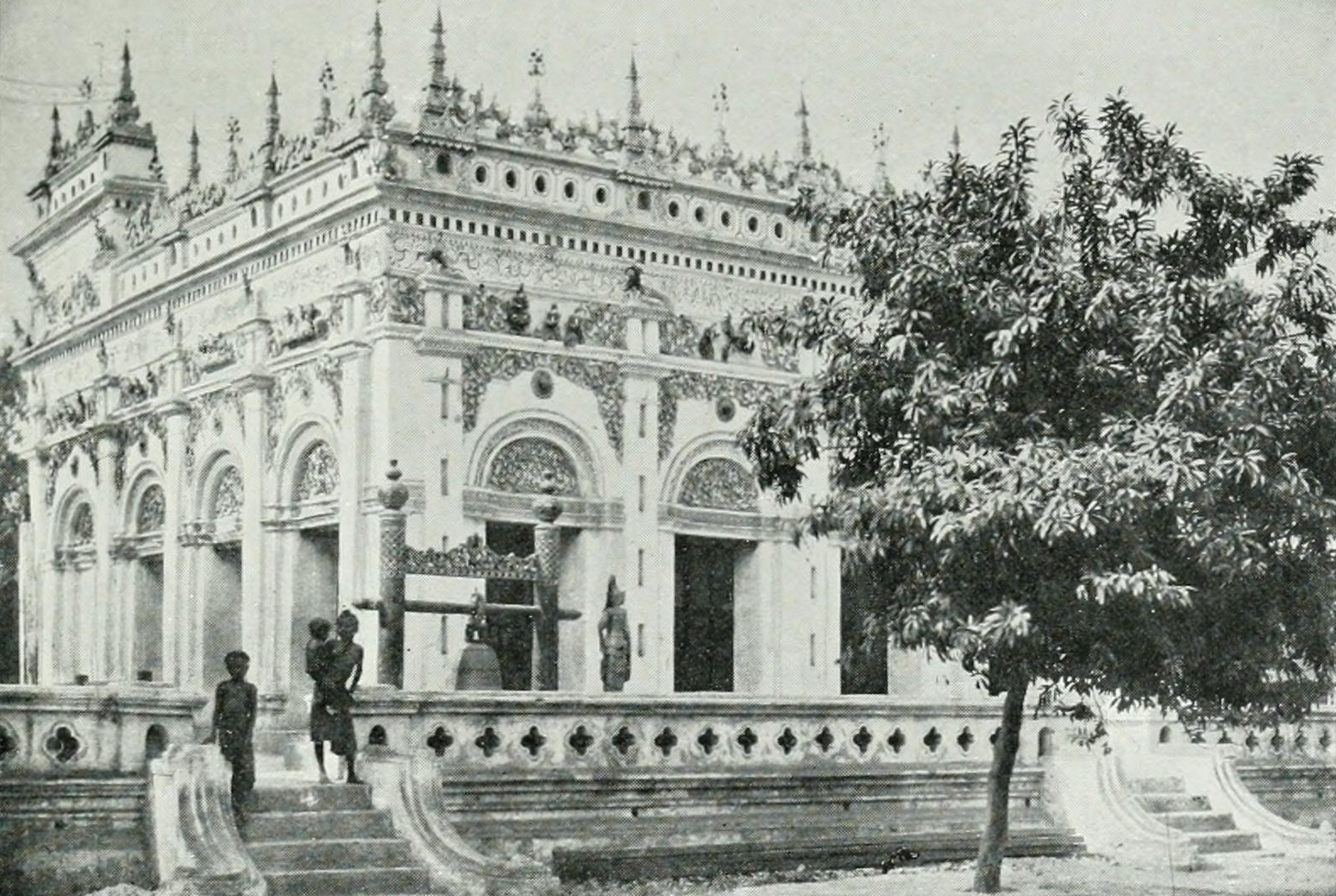
Monastério de Yaw Mingyi, uma construção de alvenaria em Mandalay inspirada em um hotel do Sul da Itália.

Kyaungs chamados pwe kyaungs (ပွဲကျောင်း) também ministravam aulas de temas seculares, dentre eles astronomia, astrologia, medicina, massagem, artes divinatórias, equitação, uso da espada, arco e flecha, artesanato, boxe, lutas e dança. Durante a dinastia Konbaung, vários reis, dentre eles Bodawpaya suprimiram a proliferação de pwe kyaung, vistos como focos em potencial para rebeliões.
A lei suntuária determinava a construção e a ornamentação dos kyaungs birmaneses, que estavam entre as poucas estruturas da Birmânia pré-colonial a possuírem telhados multiníveis ricamente ornamentados, denominados pyatthat. Balaústres caracterizavam os monastérios reais.
Após o fim da monarquia birmanesa depois da Terceira Guerra Anglo-Birmanesa, as escolas monásticas foram em grande parte substituídas por escolas públicas.